# Моделовање
Моделовање је стварање модела. У бихевиоралној терапији и теорији социјалног учења, форма учења у којој појединац стиче понашања имитацијом једне или више особа („узора”). У смислу социјалног моделовања, односи се на утицај друштвено прихваћеног или промовисаног понашања и културе на појединца.